# My Name Is Dark
My Name Is Dark è un singolo della musicista canadese Grimes, pubblicato il 29 novembre 2019 come terzo estratto dal quinto album in studio Miss Anthropocene.

## Video musicale
Il lyric video del brano è stato reso disponibile il 3 dicembre 2019.

## Tracce
1. My Name Is Dark (Art Mix) – 5:56
2. My Name Is Dark (Algorithm Mix) – 4:03